# 顕幸
顕幸（けんこう、天文24年（1555年）- 慶長9年7月28日（1604年8月23日））は、戦国時代の僧。越中勝興寺の住持である。父は顕栄、母は細川晴元の娘。妻は朝倉義景の娘。
越中一向一揆を率いて上杉謙信と長年争うが、天正4年（1576年）に和睦し、門徒衆を率いて大坂石山本願寺籠城に加わる（石山合戦）。しかし天正9年（1581年）、留守中に上杉方から織田方に寝返った木舟城主石黒成綱により安養寺城（勝興寺）を焼き討ちされてしまった。
石山開城後、徹底抗戦を唱える教如に与し、帰国後も上杉景勝と連携して佐々成政への抵抗を続けたが、次第に追い詰められて越中を退去した。しかし天正12年（1584年）、羽柴秀吉と争い孤立する成政は、門徒の与力を期待して顕幸に越中還住を許し、古国府城の地を寄進され勝興寺復興を果たした。しかし成政には与せず、後に秀吉、前田利家から寺領庇護を保証され、近世寺院としての礎を築いた。